# جوك ماهوني
جوك ماهوني (بالإنجليزية: Jock Mahoney)‏ هو ضابط وممثل أمريكي، ولد في 7 فبراير 1919 بشيكاغو في الولايات المتحدة، وتوفي في 14 ديسمبر 1989 في الولايات المتحدة بسبب سكتة.

## أعمال

### مسلسلات
- باتمان

## وصلات خارجية
- جوك ماهوني على موقع IMDb (الإنجليزية)
- جوك ماهوني على موقع ألو سيني (الفرنسية)
- جوك ماهوني على موقع أول موفي (الإنجليزية)
- جوك ماهوني على موقع قاعدة بيانات الأفلام السويدية (السويدية)
- جوك ماهوني على موقع إن إن دي بي (الإنجليزية)
- جوك ماهوني على موقع قاعدة بيانات الفيلم (الإنجليزية)
- جوك ماهوني على موقع كينوبويسك (الروسية)